# جاناتان رودریگز (بازیکن فوتبال، زاده ۱۹۹۰)
جاناتان رودریگز (انگلیسی: Jonathan Rodríguez؛ زادهٔ ۷ ژوئن ۱۹۹۰) بازیکن فوتبال اهل آرژانتین است.
از باشگاه‌هایی که در آن بازی کرده‌است می‌توان به باشگاه فوتبال سی‌اف‌آر کلوژ و باشگاه فوتبال دینامو بخارست اشاره کرد.